# Macaduma irrorella
Macaduma irrorella là một loài bướm đêm thuộc phân họ Arctiinae, họ Erebidae.